# Acinonyx pardinensis
Il ghepardo gigante (Acinonyx pardinensis Croizet & Joubert, 1828) è un mammifero carnivoro estinto della famiglia dei felini vissuto oltre 1,5 milioni di anni fa, nel Pleistocene inferiore, in Eurasia e Nord Africa.

## Descrizione
Si trattava di un animale di grande stazza, con dimensioni quasi doppie rispetto a quelle del ghepardo attuale, con un peso medio compreso tra 60 e 120 kg.
Il felide presentava peculiarità tipiche del ghepardo attuale, come un cranio relativamente arrotondato, un muso corto, denti premolari e molari con cuspidi alte e appuntite, ma anche caratteri tipici delle pantere, come il giaguaro e il leopardo, tra cui i canini massicci, le suture del palato e la stessa massa corporea, che in genere superava gli 80 chili.
Aveva un'architettura dello scheletro tale da consentirgli di raggiungere picchi di velocità forse paragonabili a quelli di un ghepardo. Aveva uno scheletro esile dalle dimensioni contenute, con un piccolo cranio tondeggiante dotato di ampie cavità nasali, che favoriscono un maggior flusso d'aria durante la corsa.
In Italia sono stati ritrovati resti fossili a Monte Argentario e nell'unità faunistica di Triversa.

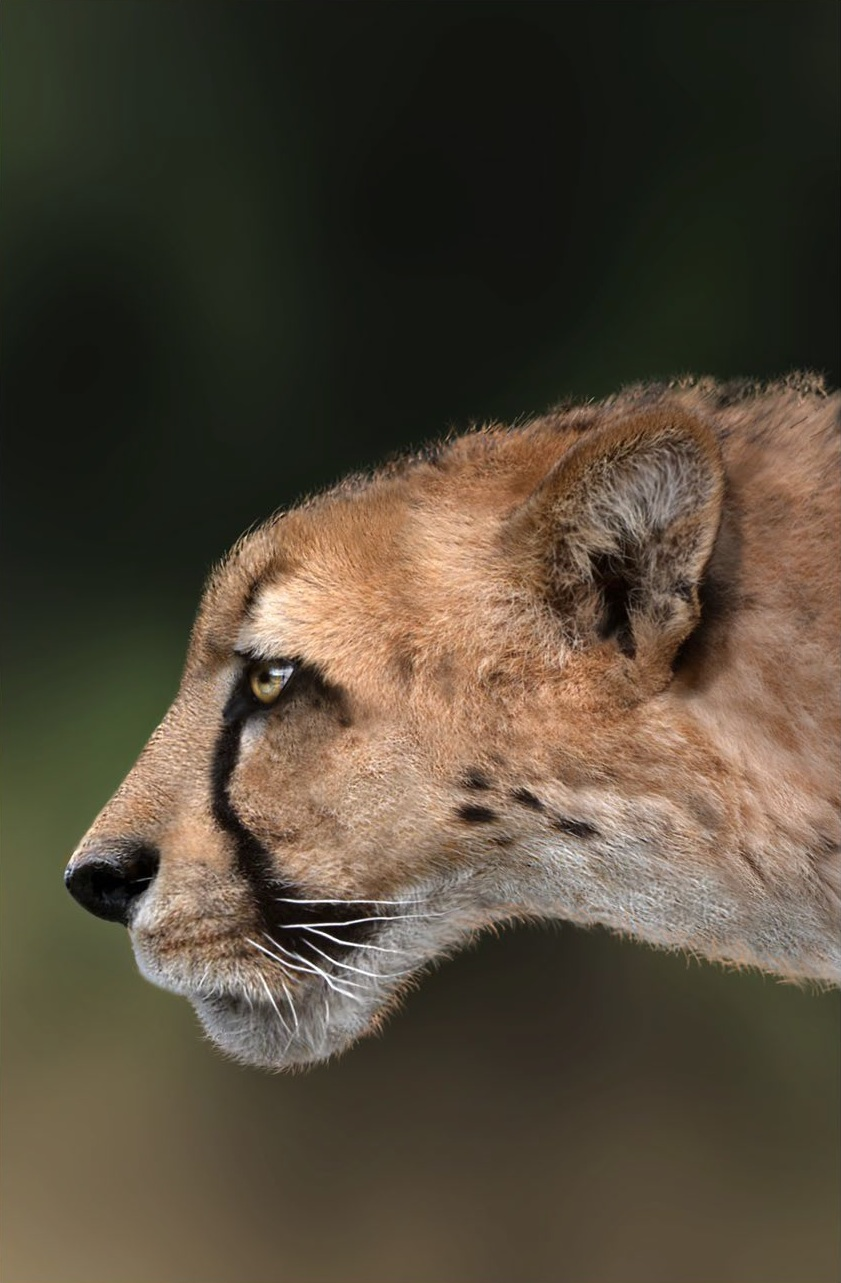
Ricostruzione di Acinonyx pardinensis dell'Argentario